# Pietro Caprano
Pietro Caprano (né le 28 février 1759 à Rome, alors la capitale des États pontificaux, et mort le 24 février 1834 dans la même ville) est un cardinal italien du XIXe siècle. 

## Biographie
Pietro Caprano exerce diverses fonctions au sein de la Curie romaine, notamment au Collegio Romano. Après l'occupation française en 1812, il est arrêté et emprisonné à Civitavecchia et Milan. Après la restauration, il exerce notamment des fonctions à la Congrégation de l'Index et à la Congrégation extraordinaire pour les affaires ecclésiastiques.
Pietro Caprano est nommé archevêque titulaire d'Iconium (de) en 1816 et exerce des fonctions à la Congrégation de la correction des livres de l'église orientale, à la Congrégation de l'Index, à la Congrégation de l'immunité ecclésiastique, à la Congrégation extraordinaire des affaires ecclésiastiques, à la Sacrée congrégation pour la propagation de la foi et à la Congrégation pour l'examen des évêques.
Le pape Léon XII le crée cardinal in pectore lors du consistoire du 18 décembre 1828. Sa création est publiée le 15 décembre 1828. Il est nommé préfet de la Congrégation de l'Index en 1829. 
Le cardinal Caprano participe au conclave de 1829, lors duquel Pie VIII est élu pape et à celui de 1830-1831 (élection de Grégoire XV).